# Ben Bradlee

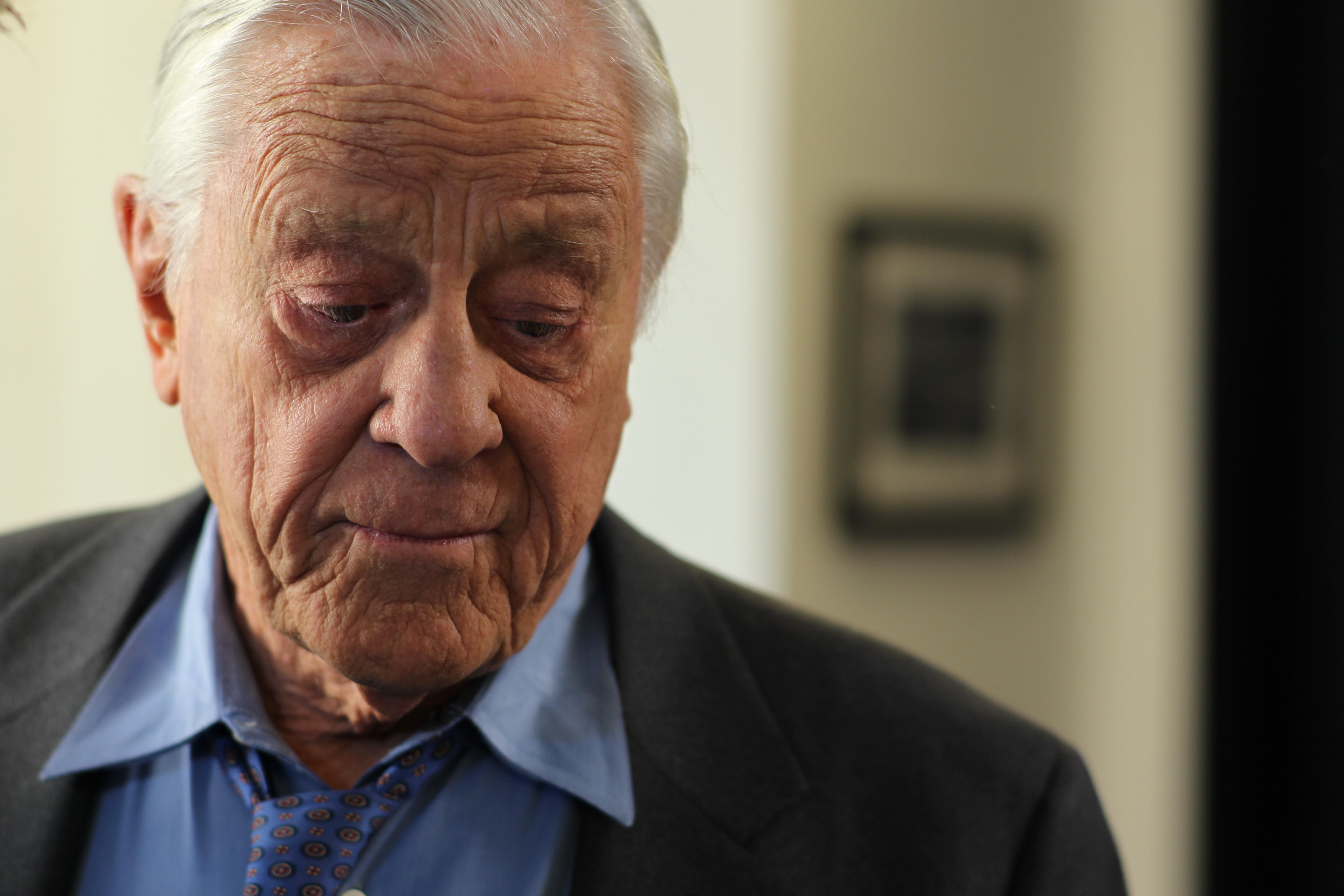
Ben Bradlee (2010)

Benjamin Crowninshield „Ben“ Bradlee (* 26. August 1921 in Boston, Massachusetts; † 21. Oktober 2014 in Washington, D.C.) war ein US-amerikanischer Journalist. Er war Chefredakteur der Washington Post.

## Leben
Ben Bradlee graduierte 1942 an der Harvard University. Danach heiratete er Jean, die Tochter von US-Senator Leverett Saltonstall. Im Zweiten Weltkrieg gehörte er als Verbindungsoffizier dem Nachrichtendienst der Marine an. Seit 1948 arbeitete er für die Washington Post. Ab 1950 verband ihn eine Freundschaft mit dem Senator (und späteren Präsidenten) John F. Kennedy. Später gehörte er dessen Wahlkampfkomitee an.
1951 assistierte Bradlee dem amerikanischen Presseattaché in Paris. 1957 führte er ein Interview mit Mitgliedern der algerischen Befreiungsorganisation FLN, die seinerzeit einen Guerillakrieg gegen die Franzosen führte. Dieses Interview machte ihn bekannt.
Von 1965 bis 1991 war er Chefredakteur der Washington Post. Als solcher war er auch für die Veröffentlichung der geheimen Pentagon-Papiere über den Vietnamkrieg verantwortlich (heimlich zugespielt durch den Pentagon-Analysten Daniel Ellsberg – was dann wiederum zu der Einrichtung der illegalen „Klempner“ des Weißen Hauses unter US-Präsident Nixon und später zum Watergate-Skandal führte).
Unter seiner Verantwortung konnten die beiden jungen Reporter Bob Woodward und Carl Bernstein den Watergate-Skandal aufdecken. Obwohl beide eigentlich Lokalreporter waren, setzte sich Bradlee mit seinem Standpunkt durch, die Watergate-Story den beiden Neulingen zu überlassen und sie nicht älteren Reportern, die mehr Erfahrung hatten, zu geben. Bradlee war eine der vier Personen, welche die wahre Identität von „Deep Throat“ (Mark Felt) seit Beginn der Story in der Washington Post kannten.
In dem Film Die Unbestechlichen (1976) mit Robert Redford und Dustin Hoffman als die Reporter Bob Woodward und Carl Bernstein, der den Watergate-Skandal aus der Reportersicht zeigte, wurde Ben Bradlee durch den Schauspieler Jason Robards dargestellt. In Die Verlegerin (2017) spielt ihn Tom Hanks, in Der Spitzenkandidat (2018) verkörpert ihn Alfred Molina.

## Familie
Ben Bradlee heiratete 1955 Antoinette Pinchot, die Schwester der Malerin Mary Pinchot Meyer, die 1962/63 die Geliebte von John F. Kennedy war und 1964 ermordet wurde. 1978 heiratete er in zweiter Ehe die Reporterin Sally Quinn. 1995 veröffentlichte Bradlee seine Memoiren, A Good Life: Newspapering and Other Adventures.

## Publikationen
- Conversations with Kennedy. W. W. Norton & Co, New York City 1984; ISBN 0-393-30189-3
- A Good Life: Newspapering and Other Adventures. Simon & Schuster, New York City 1995; ISBN 0-684-80894-3 – (Google books)